# Estación Kraków Główny
La Estación Principal de Cracovia (en polaco: Dworzec Kraków Główny) es la mayor estación de ferrocarril de Cracovia. El edificio fue construido entre 1844 y 1847 por el arquitecto P. Rosenbaum y es paralelo a las vías. El diseño fue elegido para permitir la expansión de una futura línea. La estación fue inicialmente llamada un término de Cracovia: Estación de Alta Silesia (Kolej Krakowsko-Gornoslaska). Los trenes entraron en la estación a través de un arco en una pared de ladrillos en el extremo norte de la estación, que casi se duplicó en tamaño en 1871.

## Historia
La estación se abrió el 13 de octubre de 1847, con el primer tren qué salió de Mysłowice.
La línea ferroviaria se ampliaba hacia el este en 1856, cuando la primera sección de Dębica (entonces Dembitz en el imperio de los Habsburgo) fue construido por kk priv. galizische Carl Ludwig-Bahn que conectaban Cracovia Lwów con Galitzia. La modernización y ampliación de la estación causó un aumento del tráfico por etapas entre 1869 y 1894. La expansión sustancial siguiente tuvo lugar en la década de 1930 en la Segunda República de Polonia. En ese momento la pared de ladrillo del norte y el techo fueron demolidos, este último reemplazado por techos de plataforma individual.

### Actualidad

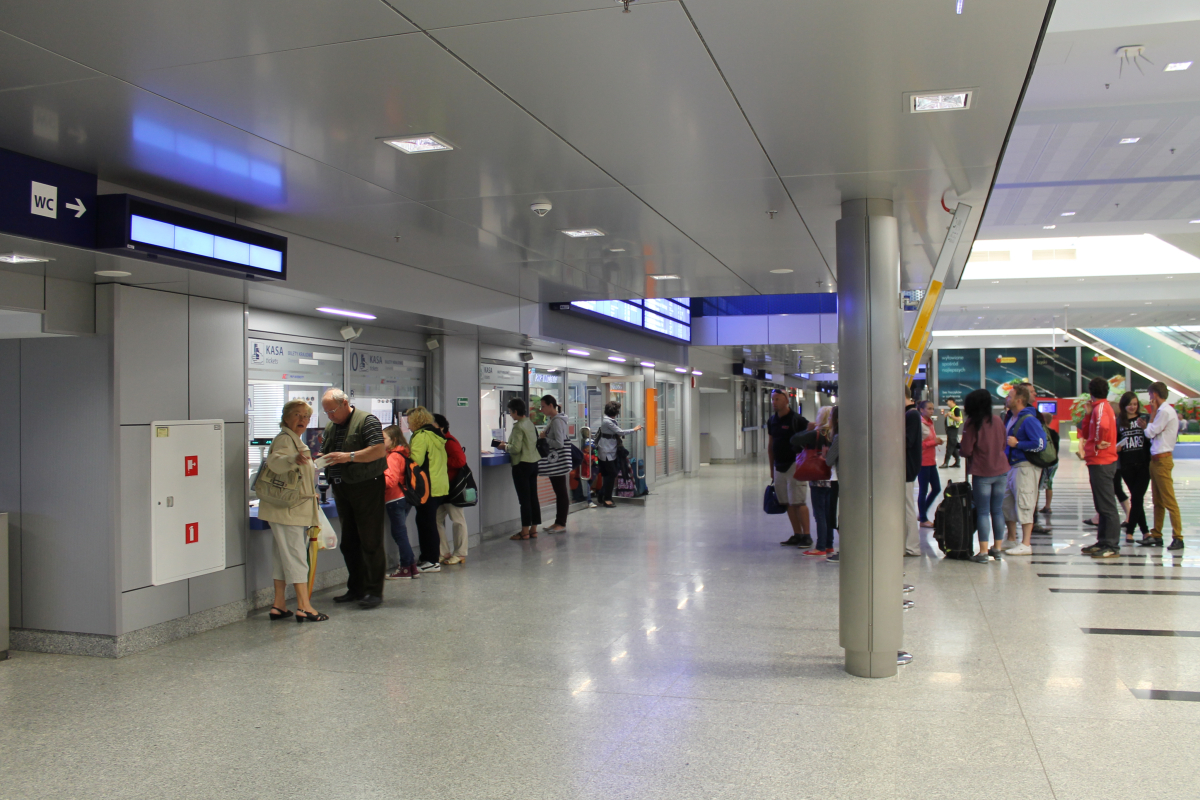
Nuevo hall de taquillas de la estación.

Recientemente, un nuevo punto de transbordo se ha desarrollado, que incluye una estación de autobuses y una línea del Metropolitano de Cracovia. Un nuevo centro comercial urbano llamado Galeria Krakowska abrió sus puertas en septiembre de 2006 junto con el aparcamiento adyacente de 1.400 coches. La construcción de la Galeria Krakowska y la remodelación de la zona frente al edificio de la estación principal significaba que los taxis no serían capaces de conducir hasta la estación, o no podrían recoger pasajeros directamente desde la entrada principal, sin embargo, el aparcamiento de arriba está totalmente libre y casi dedicado a este servicio.

### Expansión subterránea y remodelación
La estación se encuentra actualmente en una renovación multimillonaria (en zloty polaco) para mejorar la experiencia de los pasajeros. Este proyecto incluye la construcción de un salón nuevo, máquinas de billetes para el metro, salas de espera, centros de viajes y otros servicios. El paso subterráneo se ubicará al norte del paso inferior de la plataforma actual y se conectará al nivel de la plataforma a través de escaleras mecánicas, además, también ofrecerá dos nuevas salidas directas. Las entradas al complejo de la estación se realizarán a través de los niveles inferiores de Galeria Krakowska y otra para la estación de autobuses regionales ubicadas al este de la estación de tren. Después de la finalización de la nueva sala, el paso inferior de la plataforma actual prevé llevar a cabo una renovación. Como parte de esta gran inversión, todas las plataformas y las vías de la estación están siendo arrancados y sustituidos por otras nuevas.[actualizar]